# Dikke lul (single)
Dikke lul (ook bekend als de Rasexy Mars) is een single van de Nederlandse band De Dikke Lul Band uit 1994. Het lied stond in hetzelfde jaar als derde track op het album Op je ballen naar de wallen.

## Achtergrond
Dikke lul is geschreven door Arie Kuipers en Joop Kiewiet en geproduceerd door Erik Meester. Het nummer is een bewerking van de Radetzkymars van Johann Strauss sr.. Het nummer ontstond als een grap; de artiesten van De Dikke Lul Band traden op tijdens een toneelvoorstelling waar zij een ober hadden die zij naar eigen zeggen een "eikel" vonden. Voor hem zongen zij vervolgens op de Radetzkymars herhaaldelijk de woorden "dikke lul". Ze brachten het nummer vervolgens vaker succesvol op feesten, waarna ze meerdere coupletten voor het nummer maakten. In deze nieuwe coupletten werd "dikke lul" vervangen door "natte kut", "vieze slet", "travestiet" of "opblaaspop". De band zong het lied al enkele jaren bij optredens voordat ze het op single uitbrachten.
In 1994 nam de band het op bij de studio van Riny Schreijenberg en brachten de single in eigen beheer uit. De eerste 3500 singles verkochten erg snel (1500 eerste uitgave, 2000 tweede uitgave), waarna CNR besloot om de single landelijk uit te geven. Het lied werd vervolgens een enorm succes, mede doordat het veel door radio-dj Jeroen van Inkel op HitRadio Veronica werd gedraaid. Het succes was overigens niet te danken door vele radiozenders. Op meerdere radiozenders, zoals Radio 3, werd het lied geboycot. De B-kant van de single is Het Maso-lied.	
Over het succes van het lied vertelde Kuipers het volgende: "Het is natuurlijk het meest simpele wat er is. Maar je moet er maar net opkomen. Net als André van Duin, die wat "Pizza, Pizza (Pizza lied (Effe wachte...) red.) brult en het slaat aan. Al is dit meer controversieel." Hij vergeleek zijn nummer met Mooi man van Mannenkoor Karrespoor, welke ook doordat het in kroegen een succes was in de Nederlandse hitparades terechtkwam. Riny Schreijenberg vertelde dat hij bij een concert van René Froger was en voordat hij opkwam, de Radetzkymars aanging, waarna het hele publiek "dikke lul" begon mee te zingen.

## Hitnoteringen
Het lied was enorm succesvol in de Nederlandse hitlijsten. In zowel de Top 40 als de Mega Top 50 piekte het op de derde plaats. Het was elf weken in de Top 40 en twaalf weken in de Mega Top 50 te vinden.